# Frederik Hviid
Frederik Carlo Hviid Köhler (Las Palmas de Gran Canaria, España, 9 de noviembre de 1974) es un exnadador de larga distancia en estilo libre y estilo combinado. Fue campeón de Europa en la prueba de 400 metros estilos durante el Campeonato Europeo de Natación de 1999.
Representó a España en los Juegos Olímpicos de Atlanta 1996 y Sídney 2000, en ambos eventos nadando los 1500 metros libres y los 400 metros estilo combinado.
El 16 de diciembre de 1999, batió el récord español en piscina corta en 1500 metros estilo libre con un tiempo de 14:48:14.
El 22 de septiembre de 2000, durante los Juegos Olímpicos de Sídney 2000 batió el récord de España también de 1500 pero en piscina de 50 metros con un tiempo de 15:14:37.

## Palmarés internacional
| Campeonato Mundial de Natación en Piscina Corta | Campeonato Mundial de Natación en Piscina Corta | Campeonato Mundial de Natación en Piscina Corta | Campeonato Mundial de Natación en Piscina Corta |
| Año                                             | Lugar                                           | Medalla                                         | Prueba                                          |
| ----------------------------------------------- | ----------------------------------------------- | ----------------------------------------------- | ----------------------------------------------- |
| 1999                                            | Hong Kong (China)                               | Medalla de bronce                               | 400 m estilos                                   |
| Campeonato Europeo de Natación en Piscina Corta |                                                 |                                                 |                                                 |
| Año                                             | Lugar                                           | Medalla                                         | Prueba                                          |
| 2000                                            | Valencia (España)                               | Medalla de plata                                | 400 m estilos                                   |
| 2000                                            | Valencia (España)                               | Medalla de plata                                | 1500 m libre                                    |
| Campeonato Europeo de Natación                  |                                                 |                                                 |                                                 |
| Año                                             | Lugar                                           | Medalla                                         | Prueba                                          |
| 1997                                            | Sevilla (España)                                | Medalla de plata                                | 400 m estilos                                   |
| 1999                                            | Estambul (Turquía)                              | Medalla de oro                                  | 400 m estilos                                   |